# Gamma-Gamma-Verteilung
Die Gamma-Gamma-Verteilung ist eine univariate Verteilung für stetige Zufallsvariablen, die in der Bayesschen Statistik und in der Inferenztheorie eine wichtige Rolle spielt, da es sich  um eine Mischverteilung handelt.

## Definition
Die Wahrscheinlichkeitsdichtefunktion der Gamma-Gamma-Verteilung {\displaystyle Gg(\alpha ,\beta ,\delta )} ist bei {\displaystyle \alpha ,\beta ,\delta >0}
{\displaystyle f(x)={\frac {\beta ^{\alpha }}{B(\alpha ,\delta )}}{\frac {x^{\delta -1}}{(\beta +x)^{\alpha +\delta }}}}
wobei {\displaystyle B(\alpha ,\beta )} die Eulersche Betafunktion ist.

## Eigenschaften

### Erwartungswert und Varianz
Der Erwartungswert ist
{\displaystyle \operatorname {E} (X)={\frac {\delta \beta }{\alpha -1}}}, für {\displaystyle \alpha >1}
und die Varianz
{\displaystyle \operatorname {Var} (X)={\frac {\beta ^{2}\delta (\delta +\alpha -1)}{(\alpha -1)^{2}(\alpha -2)}}=\operatorname {E} (X)^{2}{\frac {1+{\frac {\alpha -1}{\delta }}}{\alpha -2}}}, für {\displaystyle \alpha >2}

### Modus
Der Modus ist
{\displaystyle \operatorname {Mod} (X)={\frac {\beta \ (\delta -1)}{\alpha +1}}}, für {\displaystyle \delta >1}

## Sonderfall δ=1
Falls δ=1, dann ist die Dichtefunktion
{\displaystyle f(x|\delta =1)={\frac {\alpha }{\beta +x}}\left({\frac {\beta }{\beta +x}}\right)^{\alpha }}
Da {\displaystyle G(1,\lambda )=Exp(\lambda )} wendet man diesen Sonderfall an der Exponentialverteilung, mit gammaverteiltem {\displaystyle G(\alpha ,\beta )} Parameter {\displaystyle \lambda }.

## Sonderfall β=1: Inverse Betaverteilung
Eine Gamma-Gamma-Verteilung {\displaystyle Gg(\alpha ,\beta =1,\delta )}
entspricht einer inversen Betaverteilung {\displaystyle {\mathcal {InvB}}(a=\delta ,b=\alpha )}

## Beziehung zur Gammaverteilung
Ist der zweite Parameter {\displaystyle \epsilon } der Gammaverteilung {\displaystyle G(d,\epsilon )} eine Zufallsvariable, die wie eine Gammaverteilung {\displaystyle G(a,b)} verteilt ist, dann ist die hervorgehende Zufallsvariable wie eine Gamma-Gamma-Verteilung {\displaystyle G(a,b,d)} verteilt.

## Beziehung zur Exponentialverteilung
Ist der Parameter {\displaystyle \lambda } der Exponentialverteilung {\displaystyle Exp(\lambda )} eine Zufallsvariable, die wie eine Gammaverteilung {\displaystyle G(a,b)} verteilt ist, dann ist die hervorgehende Zufallsvariable wie eine Gamma-Gamma-Verteilung {\displaystyle G(a,b,1)} verteilt.